# Conan the Barbarian (fumetto)
Conan the Barbarian è una serie a fumetti edita dalla Marvel Comics dal luglio 1970 al dicembre 1993, per poi essere rilanciata dal gennaio 2019 al novembre 2021, inizialmente scritta da Roy Thomas e disegnata da Barry Windsor-Smith, dedicata all'omonimo personaggio ideato da Robert E. Howard nel 1932.
In Italia la serie ha iniziato ad essere pubblicata nel settembre 1973 ad opera di Editoriale Corno a cui è succeduta Comic Art e infine Marvel Italia, che è poi stata acquistata da Panini Comics.

## Storia editoriale
All'alba degli anni '70, Roy Thomas venne autorizzato da Martin Goodman ad ottenere i diritti di Conan dall'agente letterario di Robert E. Howard, Glenn Lord. Nelle lettere dei lettori alla Marvel, infatti, i nomi dell'autore texano e del suo personaggio erano tra i più richiesti tra quelle proprietà letterarie da adattare a fumetti (tra gli altri c'erano Doc Savage, Il Signore degli Anelli, Tarzan e John Carter). Nel 2010 disse:
Un'altra ragione per ottenere Thongor era che a Stan Lee "piaceva di più il nome... venni presto messo in stallo dall'agente di Lin Carter riguardo a Thongor... e ebbi l'impulso improvviso di puntare a Conan. Più tardi, in seguito al successo della serie di Conan, Lin Carter permise alla Marvel di pubblicare un fumetto di Thongor, che apparve come miniserie all'interno di Creatures on the Loose".
Messosi in contrato con Glenn Lord, Roy Thomas gli disse che "non potevamo offrire molto denaro, ma [l'adattamento] avrebbe potuto incrementare il pubblico di Conan e così via, cosa ne pensi? Non avevo molto margine, ma ero così imbarazzato dai 150 dollari [d'offerta] che aumentai a 200 dollari senza pensarci.  Così, quando Glen acconsentì... decisi che avrei dovuto scrivere il primo numero o giù di lì, in modo che se Goodman si fosse opposto avrei potuto ridurre di un paio di pagine la mia tariffa per pareggiare le cose".
Il costo maggiore non permise di assumere John Buscema come disegnatore per la serie il quale, in un'intervista del 1994, ricordò:
Les Daniels notò che "Conan the Barbarian era qualcosa di simile ad una scommessa per la Marvel. La serie conteneva i tipici elementi di azione e fantasy, certo, ma era ambientata in un passato che non aveva collegamenti con il Marvel Universe, e presentava un eroe che non possedeva poteri magici, aveva poco umorismo e relativamente pochi principi morali".
All'inizio la serie doveva essere pubblicata ogni due mesi, ma la forte vendita del primo numero la fece passare alla mensilità per poi essere riportata alla bimestralità a causa delle vendite basse successive: Stan Lee avrebbe voluto cancellare la serie con il numero 7, anche per poter collocare Barry Smith su testate più popolari, ma Thomas si oppose e Lee cambiò idea modificandole la periodicità con il numero 14. Dal numero 20 a causa dell'aumento delle vendite la serie ridiventò mensile e il fumetto divenne uno dei più popolari della Marvel degli anni '70.
All'interno della serie Conan incontra Elric di Melniboné ideato dallo scrittore Michael Moorcock, in una storia doppia disegnata da Barry Windsor-Smith e scritta da Roy Thomas su soggetto dello stesso Moorcock e James Cawthorn. Nell'albo 23 invece debutta il personaggio di Red Sonja ideato da Thomas e Smith ispirandosi ad altri personaggi howardiani, Sonya di Rogantino e Dark Agnes, che Les Daniels definì una "estrapolazione particolarmente felice".
Il più prolifico scrittore della serie è stato Roy Thomas (i primi 115 albi a cui si aggiungono gli ultimi 36) mentre il disegnatore che ha disegnato più albi è stato John Buscema. Tra gli scrittori della serie si sono succeduti anche J. M. DeMatteis, Bruce Jones, Michael Fleisher, Doug Moench, Jim Owsley, Alan Zelenetz, Chuck Dixon, and Don Kraar, mentre tra i disegnatori Barry Windsor-Smith, Gil Kane, Sal Buscema, Val Mayerik, Gary Hartle e Michael Docherty.
Nell'arco di 24 anni sono stati pubblicati 275 albi a cui si aggiungono i 25 albi usciti tra il 2019 e il 2021. Dal 1973 al 1987 sono stati pubblicati anche 12 annuali.
Nel 2010 il lavoro di Thomas con Smith e Buscema su Conan the Barbarian venne classificato settimo nella lista "Top 10 1970s Marvels" del sito web Comics Bulletin.

## Pubblicazioni

### 1970
| Nr. | Data     | TItolo                 | Titolo italiano             | Sceneggiatura | Disegni             | Colori    | Copertina           | Prima edizione italiana                   | Data italiana  |
| --- | -------- | ---------------------- | --------------------------- | ------------- | ------------------- | --------- | ------------------- | ----------------------------------------- | -------------- |
| 1   | Ottobre  | The Coming of Conan!   | Conan il barbaro!           | Roy Thomas    | Barry Windsor-Smith | Mimi Gold | Barry Windsor-Smith | Albi dei Super-Eroi 11 (Editoriale Corno) | Settembre 1973 |
| 2   | Dicembre | Lair of the Beast-Men! | La tana degli uomini-bestia | Roy Thomas    | Barry Windsor-Smith | Mimi Gold | Barry Windsor-Smith | Albi dei Super-Eroi 11 (Editoriale Corno) | Settembre 1973 |

### 1971
| Nr. | Data      | TItolo                                   | Titolo italiano            | Sceneggiatura | Disegni             | Colori                          | Copertina           | Prima edizione italiana                   | Data italiana  |
| --- | --------- | ---------------------------------------- | -------------------------- | ------------- | ------------------- | ------------------------------- | ------------------- | ----------------------------------------- | -------------- |
| 3   | Febbraio  | The Twilight of the Grim Grey God!       | Un urlo nel crepuscolo     | Roy Thomas    | Barry Windsor-Smith | Mimi Gold                       | Barry Windsor-Smith | Albi dei Super-Eroi 16 (Editoriale Corno) | Novembre 1973  |
| 4   | Aprile    | The Tower of the Elephant!               | La torre dell'elefante!    | Roy Thomas    | Barry Windsor-Smith | Mimi Gold                       | Barry Windsor-Smith | Albi dei Super-Eroi 16 (Editoriale Corno) | Novembre 1973  |
| 5   | Maggio    | Zukala's Daughter                        | La figlia di Zukala        | Roy Thomas    | Barry Windsor-Smith | Mimi Gold                       | Barry Windsor-Smith | Albi dei Super-Eroi 17 (Editoriale Corno) | Dicembre 1973  |
| 6   | Giugno    | Devil-Wings Over Shadizar                | Ali diaboliche su Shadizar | Roy Thomas    | Barry Windsor-Smith | Stan Goldberg                   | Barry Windsor-Smith | Albi dei Super-Eroi 17 (Editoriale Corno) | Dicembre 1973  |
| 7   | Luglio    | The Lurker Within!                       | Il dio nell'urna!          | Roy Thomas    | Barry Windsor-Smith | Mimi Gold                       | Barry Windsor-Smith | Albi dei Super-Eroi 22 (Editoriale Corno) | Febbraio 1974  |
| 8   | Agosto    | The Keepers of the Crypt                 | I guardiani della cripta   | Roy Thomas    | Barry Windsor-Smith | Mimi Gold                       | Barry Windsor-Smith | Albi dei Super-Eroi 22 (Editoriale Corno) | Febbraio 1974  |
| 9   | Settembre | The Garden of Fear                       | Il giardino della paura    | Roy Thomas    | Barry Windsor-Smith | Mimi Gold e Barry Windsor-Smith | Barry Windsor-Smith | Albi dei Super-Eroi 24 (Editoriale Corno) | Marzo 1974     |
| 10  | Ottobre   | Beware the Wrath of Anu!                 | Attenti all'ira di Anu     | Roy Thomas    | Barry Windsor-Smith | Mimi Gold e Barry Windsor-Smith | Barry Windsor-Smith | Albi dei Super-Eroi 24 (Editoriale Corno) | Marzo 1974     |
| 11  | Novembre  | Rogues in the House / The Talons of Thak | Furfanti a palazzo         | Roy Thomas    | Barry Windsor-Smith | Mimi Gold e Barry Windsor-Smith | Barry Windsor-Smith | Albi dei Super-Eroi 26 (Editoriale Corno) | Aprile 1974    |
| 12  | Dicembre  | The Dweller in the Dark                  | Colui che dimora nel buio  | Roy Thomas    | Barry Windsor-Smith | Mimi Gold e Barry Windsor-Smith | Gil Kane            | Albi dei Super-Eroi 27 (Editoriale Corno) | Maggio 1974    |
| 12  | Dicembre  | The Blood of the Dragon                  | Il sangue del drago        | Roy Thomas    | Gil Kane            | Mimi Gold e Barry Windsor-Smith | Gil Kane            | Albi dei Super-Eroi 11 (Editoriale Corno) | Settembre 1973 |

### 1972
L'albo numero 16 contiene un fumetto originariamente pubblicato su Savage Tales 1, The Frost Giant's Daughter.
| Nr. | Data      | TItolo                         | Titolo italiano                  | Sceneggiatura | Disegni             | Colori                          | Copertina           | Prima edizione italiana                   | Data italiana |
| --- | --------- | ------------------------------ | -------------------------------- | ------------- | ------------------- | ------------------------------- | ------------------- | ----------------------------------------- | ------------- |
| 13  | Gennaio   | Web of the Spider-God          | La rete del dio-ragno            | Roy Thomas    | Barry Windsor-Smith | Mimi Gold e Barry Windsor-Smith | Barry Windsor-Smith | Albi dei Super-Eroi 27 (Editoriale Corno) | Maggio 1974   |
| 14  | Marzo     | A Sword Called Stormbringer!   | Una spada chiamata Stormbringer! | Roy Thomas    | Barry Windsor-Smith | Barry Windsor-Smith             | Barry Windsor-Smith | Albi dei Super-Eroi 30 (Editoriale Corno) | Giugno 1974   |
| 15  | Maggio    | The Green Empress of Melniboné | L'imperatrice verde di Melniboné | Roy Thomas    | Barry Windsor-Smith | Barry Windsor-Smith             | Barry Windsor-Smith | Albi dei Super-Eroi 30 (Editoriale Corno) | Giugno 1974   |
| 16  | Luglio    | The Sword And The Sorcerers    | La spada e gli stregoni!         | Roy Thomas    | Barry Windsor-Smith | n/a                             | Barry Windsor-Smith | Eureka Pocket 8 (Editoriale Corno)        | Marzo 1972    |
| 17  | Agosto    | The Gods of Bal-Sagoth         | Gli dei di Bal-Sagoth            | Roy Thomas    | Gil Kane            | n/a                             | Gil Kane            | Albi dei Super-Eroi 33 (Editoriale Corno) | Luglio 1974   |
| 18  | Settembre | The Thing in the Temple!       | La cosa nel tempio!              | Roy Thomas    | Gil Kane            | n/a                             | Gil Kane            | Albi dei Super-Eroi 34 (Editoriale Corno) | Agosto 1974   |
| 19  | Ottobre   | Hawks from the Sea             | Falchi dal mare!                 | Roy Thomas    | Barry Windsor-Smith | Barry Windsor-Smith             | Barry Windsor-Smith | Albi dei Super-Eroi 34 (Editoriale Corno) | Agosto 1974   |
| 20  | Novembre  | The Black Hound of Vengeance!  | Il nero segugio della vendetta!  | Roy Thomas    | Barry Windsor-Smith | Barry Windsor-Smith             | Barry Windsor-Smith | Albi dei Super-Eroi 41 (Editoriale Corno) | Novembre 1974 |
| 21  | Dicembre  | The Monster of the Monoliths!  | Il mostro dei monoliti!          | Roy Thomas    | Barry Windsor-Smith | n/a                             | Barry Windsor-Smith | Albi dei Super-Eroi 41 (Editoriale Corno) | Novembre 1974 |

### 1973
L'albo numero 22 di Gennaio contiene una ristampa del primo numero della serie con una nuova copertina realizzata da Barry Windsor-Smith.
Nell'albo numero 23 debutta il personaggio di Red Sonja.
| Nr. | Data      | TItolo                      | Titolo italiano                      | Sceneggiatura | Disegni             | Colori              | Copertina           | Prima edizione italiana                   | Data italiana |
| --- | --------- | --------------------------- | ------------------------------------ | ------------- | ------------------- | ------------------- | ------------------- | ----------------------------------------- | ------------- |
| 23  | Febbraio  | The Shadow of the Vulture!  | L'ombra dell'Avvoltoio               | Roy Thomas    | Barry Windsor-Smith | n/a                 | Gil Kane            | Albi dei Super-Eroi 43 (Editoriale Corno) | Dicembre 1974 |
| 24  | Marzo     | The Song of Red Sonja       | La canzone di Red Sonja              | Roy Thomas    | Barry Windsor-Smith | Barry Windsor-Smith | Barry Windsor-Smith | Albi dei Super-Eroi 43 (Editoriale Corno) | Dicembre 1974 |
| 25  | Aprile    | The Mirrors of Kharam Akkad | Gli specchi di Kharam Akkad          | Roy Thomas    | Barry Windsor-Smith | Marie Severin       | Gil Kane            | Albi dei Super-Eroi 47 (Editoriale Corno) | Febbraio 1975 |
| 26  | Maggio    | The Hour of the Griffin!    | L'ora del Grifone!                   | Roy Thomas    | John Buscema        | Glynis Wein         | John Romita         | Albi dei Super-Eroi 47 (Editoriale Corno) | Febbraio 1975 |
| 27  | Giugno    | The Blood of Bel-Hissar!    | Il sangue di Bel-Hissar!             | Roy Thomas    | John Buscema        | Glynis Wein         | Gil Kane            | Conan & Ka-Zar 1 (Editoriale Corno)       | Marzo 1975    |
| 28  | Luglio    | Moon of Zembabwei!          | La luna dello Zembabwei!             | Roy Thomas    | John Buscema        | Glynis Wein         | Gil Kane            | Conan & Ka-Zar 2 (Editoriale Corno)       | Aprile 1975   |
| 29  | Agosto    | Two Against Turan!          | Due contro Turan!                    | Roy Thomas    | John Buscema        | Glynis Wein         | Gil Kane            | Conan & Ka-Zar 3 (Editoriale Corno)       | Aprile 1975   |
| 30  | Settembre | The Hand of Nergal!         | La mano di Nergal!                   | Roy Thomas    | John Buscema        | Glynis Wein         | Gil Kane            | Conan & Ka-Zar 4 (Editoriale Corno)       | Aprile 1975   |
| 31  | Ottobre   | The Shadow in the Tomb!     | L'ombra nella tomba!                 | Roy Thomas    | John Buscema        | Glynis Wein         | Gil Kane            | Conan & Ka-Zar 5 (Editoriale Corno)       | Maggio 1975   |
| 32  | Novembre  | Flame Winds of Lost Khitai! | I venti di fuoco del perduto Khitai! | Roy Thomas    | John Buscema        | Glynis Wein         | Gil Kane            | Conan & Ka-Zar 6 (Editoriale Corno)       | Maggio 1975   |
| 33  | Dicembre  | Death and 7 Wizards!        | La morte e i sette maghi!            | Roy Thomas    | John Buscema        | Glynis Wein         | Herb Trimpe         | Conan & Ka-Zar 7 (Editoriale Corno)       | Giugno 1975   |

### 1974
| Nr. | Data      | TItolo                                  | Titolo italiano                                | Sceneggiatura | Disegni      | Colori         | Copertina    | Prima edizione italiana              | Data italiana  |
| --- | --------- | --------------------------------------- | ---------------------------------------------- | ------------- | ------------ | -------------- | ------------ | ------------------------------------ | -------------- |
| 34  | Gennaio   | The Temptress in the Tower of Flame!    | La tentatrice nella Torre della Fiamma!        | Roy Thomas    | John Buscema | Glynis Oliver  | Gil Kane     | Conan & Ka-Zar 8 (Editoriale Corno)  | Giugno 1975    |
| 35  | Febbraio  | The Hell-Spawn of Kara-Shehr            | L'inferno di Kara-Shehr                        | Roy Thomas    | John Buscema | Glynis Oliver  | Gil Kane     | Conan & Ka-Zar 9 (Editoriale Corno)  | Luglio 1975    |
| 36  | Marzo     | Beware the Hyrkanians Bearing Gifts...! | Guardatevi dagli Hyrkaniani che portano doni?! | Roy Thomas    | John Buscema | Glynis Oliver  | Ernie Chan   | Conan & Ka-Zar 10 (Editoriale Corno) | Luglio 1975    |
| 37  | Aprile    | The Curse of the Golden Skull!          | La maledizione del Teschio d'oro               | Roy Thomas    | Neal Adams   | Glynis Oliver  | Neal Adams   | Conan & Ka-Zar 11 (Editoriale Corno) | Agosto 1975    |
| 38  | Maggio    | The Warrior and the Were-Woman          | Il guerriero e la donna licantropo!            | Roy Thomas    | John Buscema | Glynis Oliver  | Gil Kane     | Conan & Ka-Zar 12 (Editoriale Corno) | Agosto 1975    |
| 39  | Giugno    | The Dragon from the Inland Sea!         | Il dragone del Mare Interno!                   | Roy Thomas    | John Buscema | Glynis Oliver  | Gil Kane     | Conan & Ka-Zar 13 (Editoriale Corno) | Settembre 1975 |
| 40  | Luglio    | The Fiend from the Forgotten City       | Il demone della città dimenticata!             | Roy Thomas    | Rich Buckler | Linda Lessmann | Rich Buckler | Conan & Ka-Zar 14 (Editoriale Corno) | Settembre 1975 |
| 41  | Agosto    | The Garden of Death and Life!           | Il giardino della vita e della morte!          | Roy Thomas    | John Buscema | Glynis Oliver  | Gil Kane     | Conan & Ka-Zar 15 (Editoriale Corno) | Ottobre 1975   |
| 42  | Settembre | Night of the Gargoyle!                  | La notte del mostro!                           | Roy Thomas    | John Buscema | Glynis Oliver  | Gil Kane     | Conan & Ka-Zar 16 (Editoriale Corno) | Ottobre 1975   |
| 43  | Ottobre   | Tower of Blood                          | La torre insanguinata                          | Roy Thomas    | John Buscema | Glynis Oliver  | Gil Kane     | Conan & Ka-Zar 18 (Editoriale Corno) | Novembre 1975  |
| 44  | Novembre  | Of Flame and the Fiend!                 | Il Demone tra le fiamme                        | Roy Thomas    | John Buscema | Glynis Oliver  | John Buscema | Conan & Ka-Zar 19 (Editoriale Corno) | Novembre 1975  |
| 45  | Dicembre  | The Last Ballad of Laza-Lanti           | n/a                                            | Roy Thomas    | John Buscema | Glynis Oliver  | Gil Kane     | Conan & Ka-Zar 20 (Editoriale Corno) | Dicembre 1975) |

### 1975
| Nr. | Data      | TItolo                                                     | Titolo italiano                  | Sceneggiatura | Disegni      | Colori         | Copertina    | Prima edizione italiana              | Data italiana   |
| --- | --------- | ---------------------------------------------------------- | -------------------------------- | ------------- | ------------ | -------------- | ------------ | ------------------------------------ | --------------- |
| 46  | Gennaio   | The Curse of the Conjurer!                                 | n/a                              | Roy Thomas    | John Buscema | Petra Scotese  | John Buscema | Conan & Ka-Zar 21 (Editoriale Corno) | Dicembre 1975   |
| 47  | Febbraio  | The Curse of the Conjurer 2: "Goblins in the Moonlight"    | Folletti al chiaro di Luna!      | Roy Thomas    | John Buscema | Glynis Oliver  | Gil Kane     | Conan & Ka-Zar 22 (Editoriale Corno) | Gennaio 1976    |
| 48  | Marzo     | The Curse of the Conjurer 3: "The Rats Dance at Ravengard" | La danza dei ratti di Ravengard! | Roy Thomas    | John Buscema | Glynis Oliver  | Gil Kane     | Conan & Ka-Zar 22 (Editoriale Corno) | Gennaio 1976    |
| 49  | Aprile    | The Curse of the Conjurer 4: "Wolf-Woman"                  | La donna lupo!                   | Roy Thomas    | John Buscema | Glynis Oliver  | Gil Kane     | Conan & Ka-Zar 23 (Editoriale Corno) | Gennaio 1976    |
| 50  | Maggio    | The Curse of the Conjurer 5: "The Dweller in the Pool"     | Il mostro della pozza!           | Roy Thomas    | John Buscema | Janice Cohen   | Gil Kane     | Conan & Ka-Zar 24 (Editoriale Corno) | Febbraio 1976   |
| 51  | Giugno    | The Curse of the Conjurer 6                                | Unos, figlio del demonio         | Roy Thomas    | John Buscema | Glynis Oliver  | Gil Kane     | Conan & Ka-Zar 25 (Editoriale Corno) | Febbraio 1976   |
| 52  | Giugno    | The Altar and the Scorpion!                                | L'altare e lo scorpione!         | Roy Thomas    | John Buscema | Phil Rachelson | John Buscema | Conan & Ka-Zar 26 (Editoriale Corno) | Marzo 1976      |
| 53  | Agosto    | Brothers of the Blade!                                     | n/a                              | Roy Thomas    | John Buscema | Janice Cohen   | Gil Kane     | Conan & Ka-Zar 27 (Editoriale Corno) | Marzo 1976      |
| 54  | Settembre | The Oracle of Ophir!                                       | L'oracolo di Ophir               | Roy Thomas    | John Buscema | Phil Rachelson | Gil Kane     | Conan & Ka-Zar 28 (Editoriale Corno) | Marzo 1976      |
| 55  | Ottobre   | A Shadow on the Land!                                      | n/a                              | Roy Thomas    | John Buscema | Phil Rachelson | Gil Kane     | Conan & Ka-Zar 40 (Editoriale Corno) | Settembre 1976) |
| 56  | Novembre  | The Strange High Tower in the Mist!                        | n/a                              | Roy Thomas    | John Buscema | Phil Rachelson | John Buscema | Conan & Ka-Zar 41 (Editoriale Corno) | Settembre 1976) |
| 57  | Dicembre  | Incident in Argos!                                         | n/a                              | Roy Thomas    | Mike Ploog   | Phil Rachelson | Gil Kane     | Conan & Ka-Zar 42 (Editoriale Corno) | Ottobre 1976    |

### 1976
L'albo numero 64 di Luglio contiene una ristampa della storia The Secret of Skull River! contenuta in Savage Tales 5 del Luglio 1974 con una nuova copertina realizzata da John Buscema.
| Nr. | Data      | TItolo                           | Titolo italiano                | Sceneggiatura | Disegni      | Colori          | Copertina    | Prima edizione italiana        | Data italiana  |
| --- | --------- | -------------------------------- | ------------------------------ | ------------- | ------------ | --------------- | ------------ | ------------------------------ | -------------- |
| 58  | Gennaio   | Queen of the Black Coast!        | La Regina della Costa Nera     | Roy Thomas    | John Buscema | Michele Wolfman | John Buscema | Conan 9 (Editoriale Corno)     | Settembre 1981 |
| 59  | Febbraio  | The Ballad of Belit!             | La ballata di Belit            | Roy Thomas    | John Buscema | Michele Wolfman | John Buscema | Conan il Barbaro 1 (Comic Art) | Marzo 1989     |
| 60  | Marzo     | Riders of the River-Dragons!     | I dragoni del fiume            | Roy Thomas    | John Buscema | Michele Wolfman | Gil Kane     | Conan il Barbaro 2 (Comic Art) | Aprile 1989    |
| 61  | Aprile    | On the Track of the She-Pirate!  | Sulle tracce della piratessa   | Roy Thomas    | John Buscema | Phil Rachelson  | Gil Kane     | Conan il Barbaro 2 (Comic Art) | Aprile 1989    |
| 62  | Maggio    | Lord of the Lions!               | Il Signore dei leoni           | Roy Thomas    | John Buscema | Michele Wolfman | Gil Kane     | Conan il Barbaro 3 (Comic Art) | Maggio 1989    |
| 63  | Giugno    | Death Among the Ruins!           | Morte tra le rovine            | Roy Thomas    | John Buscema | Michele Wolfman | Gil Kane     | Conan il Barbaro 3 (Comic Art) | Maggio 1989    |
| 65  | Agosto    | Fiends of the Feathered Serpent! | Il demone del serpente piumato | Roy Thomas    | John Buscema | Michele Wolfman | Gil Kane     | Conan il Barbaro 4 (Comic Art) | Giugno 1989    |
| 66  | Settembre | Daggers and Death-Gods!          | Pugnali e dei di morte         | Roy Thomas    | John Buscema | Michele Wolfman | Gil Kane     | Conan il Barbaro 5 (Comic Art) | Luglio 1989    |
| 67  | Ottobre   | Talons of the Man-Tiger!         | Gli artigli dell'Uomo Tigre    | Roy Thomas    | John Buscema | Don Warfield    | Gil Kane     | Conan il Barbaro 5 (Comic Art) | Luglio 1989    |
| 68  | Novembre  | Of Once and Future Kings!        | Antichi e futuri re            | Roy Thomas    | John Buscema | Michele Wolfman | Gil Kane     | Conan il Barbaro 7 (Comic Art) | Settembre 1989 |
| 69  | Dicembre  | The Demon out of the Deep!       | Il demone marino               | Roy Thomas    | Val Mayerik  | Marie Severin   | Gil Kane     | Conan il Barbaro 8 (Comic Art) | Ottobre 1989   |

### 1977
L'albo numero 78 di Settembre contiene una ristampa del primo numero della serie La Spada Selvaggia di Conan con una nuova copertina realizzata da John Buscema.
| Nr. | Data     | TItolo                                 | Titolo italiano                        | Sceneggiatura | Disegni        | Colori          | Copertina    | Prima edizione italiana         | Data italiana |
| --- | -------- | -------------------------------------- | -------------------------------------- | ------------- | -------------- | --------------- | ------------ | ------------------------------- | ------------- |
| 70  | Gennaio  | The City in the Storm!                 | La città nella tempesta                | Roy Thomas    | John Buscema   | Michele Wolfman | Gil Kane     | Conan il Barbaro 8 (Comic Art)  | Ottobre 1989  |
| 71  | Febbraio | The Secret of Ashtoreth!               | Il segreto di Ashtoreth                | Roy Thomas    | John Buscema   | Michele Wolfman | Gil Kane     | Conan il Barbaro 9 (Comic Art)  | Novembre 1989 |
| 72  | Marzo    | Vengeance in Asgalun                   | Vendetta ad Asgalun                    | Roy Thomas    | John Buscema   | Marie Severin   | Gil Kane     | Conan il Barbaro 9 (Comic Art)  | Novembre 1989 |
| 73  | Aprile   | He Who Waits... in the Well of Skelos! | Colui che aspetta nel pozzo di Skelos  | Roy Thomas    | John Buscema   | George Roussos  | Gil Kane     | Conan il Barbaro 10 (Comic Art) | Dicembre 1989 |
| 74  | Maggio   | The Battle at the Black Walls!         | Battaglia alle mura nere               | Roy Thomas    | John Buscema   | George Roussos  | Gil Kane     | Conan il Barbaro 10 (Comic Art) | Dicembre 1989 |
| 75  | Giugno   | The Hawk-Riders of Harakht!            | I falchi di Harakht                    | Roy Thomas    | John Buscema   | George Roussos  | Ernie Chan   | Conan il Barbaro 11 (Comic Art) | Gennaio 1990  |
| 76  | Luglio   | Swordless in Stygia                    | Senza spada in Stygia                  | Roy Thomas    | John Buscema   | George Roussos  | Gil Kane     | Conan il Barbaro 11 (Comic Art) | Gennaio 1990  |
| 77  | Agosto   | When Giants Walk the Earth!            | Quando i giganti camminano sulla Terra | Roy Thomas    | John Buscema   | Phil Rachelson  | Gil Kane     | Conan il Barbaro 12 (Comic Art) | Febbraio 1990 |
| 79  | Ottobre  | The Lost Valley of Iskander!           | La valle perduta di Iskander           | Roy Thomas    | Howard Chaykin | Don Warfield    | John Buscema | Conan il Barbaro 12 (Comic Art) | Febbraio 1990 |
| 80  | Novembre | Trial by Combat!                       | Il giudizio della lotta                | Roy Thomas    | Howard Chaykin | Phil Rachelson  | John Buscema | Conan il Barbaro 13 (Comic Art) | Marzo 1990    |
| 81  | Dicembre | The Eye of the Serpent                 | L'occhio del serpente                  | Roy Thomas    | Howard Chaykin | George Roussos  | John Buscema | Conan il Barbaro 13 (Comic Art) | Marzo 1990    |

### 1978
| Nr. | Data      | TItolo                         | Titolo italiano            | Sceneggiatura | Disegni        | Colori         | Copertina    | Prima edizione italiana         | Data italiana  |
| --- | --------- | ------------------------------ | -------------------------- | ------------- | -------------- | -------------- | ------------ | ------------------------------- | -------------- |
| 82  | Gennaio   | The Sorceress of the Swamp!    | La strega della palude     | Roy Thomas    | Howard Chaykin | George Roussos | John Buscema | Conan il Barbaro 14 (Comic Art) | Aprile 1990    |
| 83  | Febbraio  | The Dance of the Skull!        | La danza del teschio       | Roy Thomas    | Howard Chaykin | George Roussos | John Buscema | Conan il Barbaro 14 (Comic Art) | Aprile 1990    |
| 84  | Marzo     | Two Against the Hawk-City!     | Due contro la Città-Falco! | Roy Thomas    | John Buscema   | Phil Rachelson | John Buscema | Conan il Barbaro 15 (Comic Art) | Mag 1990       |
| 85  | Aprile    | Of Swordsmen and Sorcerers!    | Spade e magia              | Roy Thomas    | John Buscema   | Phil Rachelson | John Buscema | Conan il Barbaro 15 (Comic Art) | Mag 1990       |
| 86  | Maggio    | The Devourer of the Dead!      | Chi divora il Morto        | Roy Thomas    | John Buscema   | Phil Rachelson | John Buscema | Conan il Barbaro 16 (Comic Art) | Giugno 1990    |
| 87  | Giugno    | The Hyborian Age               | n/a                        | Roy Thomas    | Ernie Chan     | George Roussos | John Buscema | Inedito                         | n/a            |
| 88  | Luglio    | The Queen and the Corsairs!    | La Regina e i Corsari      | Roy Thomas    | John Buscema   | George Roussos | John Buscema | Conan il Barbaro 16 (Comic Art) | Giugno 1990    |
| 89  | Agosto    | The Sword and the Serpent!     | La Spada e il Serpente     | Roy Thomas    | John Buscema   | n/a            | John Buscema | Conan il Barbaro 17 (Comic Art) | Luglio 1990    |
| 90  | Settembre | The Diadem of the Giant-Kings! | Il Diadema dei Re Giganti  | Roy Thomas    | John Buscema   | George Roussos | John Buscema | Conan il Barbaro 17 (Comic Art) | Luglio 1990    |
| 91  | Ottobre   | Savage Doings in Shem!         | Eventi selvaggi a Shem     | Roy Thomas    | John Buscema   | George Roussos | John Buscema | Conan il Barbaro 19 (Comic Art) | Settembre 1990 |
| 92  | Novembre  | The Thing in the Crypt!        | La cosa nella cripta       | Roy Thomas    | Sal Buscema    | George Roussos | Sal Buscema  | Conan 1 (Editoriale Corno)      | Maggio 1980    |
| 93  | Dicembre  | Of Rage and Revenge!           | Furore e Vendetta          | Roy Thomas    | John Buscema   | George Roussos | John Buscema | Conan il Barbaro 19 (Comic Art) | Settembre 1990 |

### 1979
| Nr. | Data      | TItolo                                     | Titolo italiano                                | Sceneggiatura | Disegni      | Colori          | Copertina    | Prima edizione italiana         | Data italiana |
| --- | --------- | ------------------------------------------ | ---------------------------------------------- | ------------- | ------------ | --------------- | ------------ | ------------------------------- | ------------- |
| 94  | Gennaio   | The Beast-King of Abombi!                  | Il Re-Bestia di Abombi                         | Roy Thomas    | John Buscema | George Roussos  | John Buscema | Conan il Barbaro 20 (Comic Art) | Ottobre 1990  |
| 95  | Febbraio  | The Return of Amra!                        | Il Ritorno di Amra                             | Roy Thomas    | John Buscema | Francoise Mouly | John Buscema | Conan il Barbaro 20 (Comic Art) | Ottobre 1990  |
| 96  | Marzo     | The Long Night of Fang and Talon! Part One | La Lunga Notte di Zanna e Artiglio, capitolo 1 | Roy Thomas    | John Buscema | George Roussos  | John Buscema | Conan il Barbaro 21 (Comic Art) | Novembre 1990 |
| 97  | Aprile    | The Long Night of Fang and Talon! Part Two | La Lunga Notte di Zanna e Artiglio, capitolo 2 | Roy Thomas    | John Buscema | Carl Gafford    | John Buscema | Conan il Barbaro 21 (Comic Art) | Novembre 1990 |
| 98  | Maggio    | Sea-Woman! (La donna del mare)             | La donna del mare                              | Roy Thomas    | John Buscema | George Roussos  | John Buscema | Conan il Barbaro 22 (Comic Art) | Dicembre 1990 |
| 99  | Giugno    | Devil-Crabs of the Dark Cliffs!            | I granchi demoni delle scogliere scure         | Roy Thomas    | John Buscema | Bob Sharen      | John Buscema | Conan il Barbaro 22 (Comic Art) | Dicembre 1990 |
| 100 | Luglio    | Death on the Black Coast!                  | Morte sulla Costa Nera                         | Roy Thomas    | John Buscema | George Roussos  | John Buscema | Conan il Barbaro 23 (Comic Art) | Gennaio 1991  |
| 101 | Agosto    | The Devil Has Many Legs!                   | Il Diavolo ha molte gambe                      | Roy Thomas    | John Buscema | George Roussos  | John Buscema | Conan il Barbaro 24 (Comic Art) | Febbraio 1991 |
| 102 | Settembre | The Men Who Drink Blood!                   | Gli uomini che bevono sangue                   | Roy Thomas    | John Buscema | George Roussos  | John Buscema | Conan il Barbaro 25 (Comic Art) | Marzo 1991    |
| 103 | Ottobre   | Bride of the Vampire!                      | La sposa del vampiro                           | Roy Thomas    | John Buscema | George Roussos  | John Buscema | Conan il Barbaro 25 (Comic Art) | Marzo 1991    |
| 104 | Novembre  | The Vale of Lost Women!                    | La valle delle donne perdute                   | Roy Thomas    | John Buscema | Ben Sean        | Ernie Chan   | Conan il Barbaro 26 (Comic Art) | Aprile 1991   |
| 105 | Dicembre  | Whispering Shadows!                        | Ombre sussurranti                              | Roy Thomas    | John Buscema | Ben Sean        | John Buscema | Conan il Barbaro 26 (Comic Art) | Aprile 1991   |

### 1980
| Nr. | Data      | TItolo                         | Titolo italiano                | Sceneggiatura                  | Disegni      | Colori         | Copertina    | Prima edizione italiana         | Data italiana  |
| --- | --------- | ------------------------------ | ------------------------------ | ------------------------------ | ------------ | -------------- | ------------ | ------------------------------- | -------------- |
| 106 | Gennaio   | Chaos in the Land Called Kush! | Caos nella terra chiamata Kush | Roy Thomas                     | John Buscema | Roger Slifer   | John Buscema | Conan il Barbaro 27 (Comic Art) | Maggio 1991    |
| 107 | Febbraio  | Demon of the Night!            | Demone della notte             | Roy Thomas                     | John Buscema | George Roussos | John Buscema | Conan il Barbaro 27 (Comic Art) | Maggio 1991    |
| 108 | Marzo     | The Moon-Eaters of Darfar!     | I mangiatori di Luna di Darfar | Roy Thomas                     | John Buscema | George Roussos | John Buscema | Conan il Barbaro 28 (Comic Art) | Giugno 1991    |
| 109 | Aprile    | Sons of the Bear God!          | I figli del Dio Orso           | Roy Thomas                     | John Buscema | George Roussos | John Buscema | Conan il Barbaro 28 (Comic Art) | Giugno 1991    |
| 110 | Maggio    | Beware the Bear of Heaven!     | Attenti all'orso del cielo!    | Roy Thomas                     | John Buscema | Bob Sharen     | John Buscema | Conan il Barbaro 29 (Comic Art) | Luglio 1991    |
| 111 | Giugno    | Cimmerian Against a City!!     | Un cimmero contro una città    | Roy Thomas                     | John Buscema | George Roussos | John Buscema | Conan il Barbaro 29 (Comic Art) | Luglio 1991    |
| 112 | Luglio    | Buryat Besieged!               | Assalto a Buryat!              | Roy Thomas                     | John Buscema | George Roussos | John Buscema | Conan il Barbaro 30 (Comic Art) | Agosto 1991    |
| 113 | Agosto    | A Devil in the Family!         | Un Demone in famiglia          | Roy Thomas e Christy Marx      | John Buscema | George Roussos | John Buscema | Conan il Barbaro 30 (Comic Art) | Agosto 1991    |
| 114 | Settembre | The Shadow of the Beast!       | L'Ombra della Bestia           | Roy Thomas                     | John Buscema | Glynis Oliver  | Ernie Chan   | Conan il Barbaro 30 (Comic Art) | Agosto 1991    |
| 115 | Ottobre   | A War of Wizards!              | Guerra di Stregoni!            | Roy Thomas                     | John Buscema | George Roussos | John Buscema | Conan il Barbaro 30 (Comic Art) | Agosto 1991    |
| 116 | Novembre  | Crawler in the Mist!           | Chi striscia nell'Ombra        | Len Wein e John Marc DeMatteis | John Buscema | George Roussos | John Buscema | Conan il Barbaro 31 (Comic Art) | Settembre 1991 |
| 117 | Dicembre  | The Corridor of Mullah-Kajar   | Il corridoio di Mullah-Kajar   | Larry Hama                     | John Buscema | George Roussos | John Buscema | Conan il Barbaro 32 (Comic Art) | Ottobre 1991   |

### 1981
| Nr. | Data      | TItolo                              | Titolo italiano                          | Sceneggiatura                      | Disegni      | Colori         | Copertina    | Prima edizione italiana         | Data italiana |
| --- | --------- | ----------------------------------- | ---------------------------------------- | ---------------------------------- | ------------ | -------------- | ------------ | ------------------------------- | ------------- |
| 118 | Gennaio   | Valley of Forever Night             | La Valle dell'Eterna Notte               | John Marc DeMatteis                | John Buscema | George Roussos | John Buscema | Conan il Barbaro 33 (Comic Art) | Novembre 1991 |
| 119 | Febbraio  | The Voice of One Long Gone          | Una voce dal passato                     | John Marc DeMatteis                | John Buscema | George Roussos | John Buscema | Conan il Barbaro 34 (Comic Art) | Dicembre 1991 |
| 120 | Marzo     | The Hand of Erlik!                  | La Mano di Erlik                         | John Marc DeMatteis                | John Buscema | George Roussos | John Buscema | Conan il Barbaro 35 (Comic Art) | Gennaio 1992  |
| 121 | Aprile    | The Price of Perfection             | Il prezzo della perfezione               | John Marc DeMatteis                | John Buscema | George Roussos | John Buscema | Conan il Barbaro 36 (Comic Art) | Febbraio 1992 |
| 122 | Maggio    | The City Where Time Stood Still     | La Città dove il Tempo si è fermato      | John Marc DeMatteis                | John Buscema | George Roussos | John Buscema | Conan il Barbaro 37 (Comic Art) | Marzo 1992    |
| 123 | Giugno    | The Horror Beneath the Hills!       | L'orrore sotto le colline                | John Marc DeMatteis                | John Buscema | George Roussos | John Buscema | Conan il Barbaro 38 (Comic Art) | Aprile 1992   |
| 124 | Luglio    | The Eternity War!                   | Guerra Eterna                            | John Marc DeMatteis e John Buscema | John Buscema | George Roussos | John Buscema | Conan il Barbaro 39 (Comic Art) | Maggio 1992   |
| 125 | Agosto    | The Witches of Nexxx                | Le streghe di Nexxx                      | John Marc DeMatteis                | John Buscema | George Roussos | John Buscema | Conan il Barbaro 40 (Comic Art) | Giugno 1992   |
| 126 | Settembre | The Blood Red Eye of Truth!         | (L'occhio rosso sangue della verità      | John Marc DeMatteis                | John Buscema | George Roussos | John Buscema | Conan il Barbaro 41 (Comic Art) | Luglio 1992   |
| 127 | Ottobre   | The Snow Haired Woman of the Wastes | La donna di Vanaheim dai capelli di neve | John Marc DeMatteis e Gil Kane     | Gil Kane     | George Roussos | Gil Kane     | Conan il Barbaro 42 (Comic Art) | Agosto 1992   |
| 128 | Novembre  | And Life Sprang Forth from These    | E presero vita                           | John Marc DeMatteis                | Gil Kane     | George Roussos | Gil Kane     | Conan il Barbaro 42 (Comic Art) | Agosto 1992   |
| 129 | Dicembre  | The Creation Quest!                 | Alla ricerca della creazione             | John Marc DeMatteis                | Gil Kane     | George Roussos | Gil Kane     | Conan il Barbaro 42 (Comic Art) | Agosto 1992   |

### 1982
| Nr. | Data      | TItolo                    | Titolo italiano         | Sceneggiatura       | Disegni        | Colori         | Copertina       | Prima edizione italiana         | Data italiana  |
| --- | --------- | ------------------------- | ----------------------- | ------------------- | -------------- | -------------- | --------------- | ------------------------------- | -------------- |
| 130 | Gennaio   | The Quest Ends!           | Fine della ricerca      | John Marc DeMatteis | Gil Kane       | George Roussos | Gil Kane        | Conan il Barbaro 42 (Comic Art) | Agosto 1992    |
| 131 | Febbraio  | The Ring of Rhax          | L'anello di Rhax        | Bruce Jones         | Gil Kane       | Don Warfield   | Gil Kane        | Conan il Barbaro 43 (Comic Art) | Settembre 1992 |
| 132 | Marzo     | Games of Gharn            | I giochi di Gharn       | Bruce Jones         | Gil Kane       | George Roussos | Gil Kane        | Conan il Barbaro 44 (Comic Art) | Ottobre 1992   |
| 133 | Aprile    | The Witch of Widnsor      | La Strega di Widnsor    | Bruce Jones         | Gil Kane       | George Roussos | Gil Kane        | Conan il Barbaro 45 (Comic Art) | Novembre 1992  |
| 134 | Maggio    | A Hitch in Time           | Balzo nel tempo         | Bruce Jones         | Gil Kane       | George Roussos | Gil Kane        | Conan il Barbaro 46 (Comic Art) | Dicembre 1992  |
| 135 | Giugno    | The Forest of the Night   | La foresta della notte  | Steven Grant        | Marc Silvestri | George Roussos | Walter Simonson | Conan il Barbaro 47 (Comic Art) | Gennaio 1993   |
| 136 | Luglio    | The River of Death        | Il fiume della morte    | Bruce Jones         | John Buscema   | George Roussos | John Buscema    | Conan il Barbaro 48 (Comic Art) | Febbraio 1993  |
| 137 | Agosto    | Titan's Gambit            | La mossa del Titano     | Bruce Jones         | Alfredo Alcala | George Roussos | John Buscema    | Conan il Barbaro 49 (Comic Art) | Marzo 1993     |
| 138 | Settembre | Isle of the Dead          | L'isola dei Morti       | Bruce Jones         | Val Mayerik    | George Roussos | John Buscema    | Conan il Barbaro 50 (Comic Art) | Aprile 1993    |
| 139 | Ottobre   | In the Lair of the Damned | Nel rifugio dei dannati | Bruce Jones         | Val Mayerik    | George Roussos | John Buscema    | Conan il Barbaro 51 (Comic Art) | Maggio 1993    |
| 140 | Novembre  | Spider Isle               | L'isola dei ragni       | Bruce Jones         | John Buscema   | George Roussos | John Buscema    | Conan il Barbaro 53 (Comic Art) | Luglio 1993    |
| 141 | Dicembre  | The Web Tightens          | La ragnatela si stringe | Bruce Jones         | John Buscema   | George Roussos | John Buscema    | Conan il Barbaro 53 (Comic Art) | Luglio 1993    |

### 1983
| Nr. | Data      | TItolo                         | Titolo italiano                 | Sceneggiatura    | Disegni        | Colori         | Copertina      | Prima edizione italiana             | Data italiana  |
| --- | --------- | ------------------------------ | ------------------------------- | ---------------- | -------------- | -------------- | -------------- | ----------------------------------- | -------------- |
| 142 | Gennaio   | The Maze, the Man, the Monster | Il labirinto, l'uomo, il mostro | Bruce Jones      | John Buscema   | George Roussos | John Buscema   | Conan il Barbaro 53 (Comic Art)     | Luglio 1993    |
| 143 | Febbraio  | Life Among the Dead            | Vita tra i morti                | Bruce Jones      | John Buscema   | George Roussos | John Buscema   | Conan il Barbaro 53 (Comic Art)     | Luglio 1993    |
| 144 | Marzo     | The Blade and the Beast        | La lama e la bestia             | Bruce Jones      | John Buscema   | George Roussos | John Buscema   | Conan il Barbaro 53 (Comic Art)     | Luglio 1993    |
| 145 | Aprile    | Son of Cimmeria                | Figlio di Cimmeria              | Alan Zelenetz    | Richard Howell | George Roussos | John Buscema   | Conan il Barbaro 55 (Comic Art)     | Settembre 1993 |
| 146 | Maggio    | Night of the Three Sisters     | La notte delle Tre Sorelle      | Mary Jo Duffy    | John Buscema   | George Roussos | John Buscema   | Conan il Barbaro 56 (Comic Art)     | Ottobre 1993   |
| 147 | Giugno    | Tower of Mitra!                | La torre di Mitra               | Bruce Jones      | John Buscema   | George Roussos | John Buscema   | Conan il Barbaro 57 (Comic Art)     | Novembre 1993  |
| 148 | Luglio    | The Plague of Forlek           | La Piaga di Forlek              | Bruce Jones      | John Buscema   | George Roussos | John Buscema   | Conan il Barbaro 58 (Comic Art)     | Dicembre 1993  |
| 149 | Agosto    | Deathmark                      | Marchio di Morte                | Bruce Jones      | John Buscema   | George Roussos | John Buscema   | Conan il Barbaro 59 (Comic Art)     | Gennaio 1994   |
| 150 | Settembre | Tower of Flame                 | Torre di Fiamme                 | Michael Fleisher | John Buscema   | George Roussos | John Buscema   | Conan il Barbaro 59 (Comic Art)     | Gennaio 1994   |
| 151 | Ottobre   | Vale of Death                  | La Valle della Morte            | Michael Fleisher | John Buscema   | George Roussos | John Buscema   | Conan il Barbaro 60 (Comic Art)     | Febbraio 1994  |
| 152 | Novembre  | The Dark Blade of Jergal Zadh  | L'oscura spada di Jergal Zadh!  | Michael Fleisher | John Buscema   | George Roussos | Michael Golden | Conan il Barbaro 62 (Marvel Italia) | Aprile 1994    |
| 153 | Dicembre  | The Bird Men of Akah Ma'at!    | Gli uomini alati di Akah Ma'at! | Michael Fleisher | John Buscema   | George Roussos | Gary Kwapisz   | Conan il Barbaro 62 (Marvel Italia) | Aprile 1994    |

### 1984
| Nr. | Data      | TItolo                       | Titolo italiano                        | Sceneggiatura                   | Disegni      | Colori            | Copertina    | Prima edizione italiana             | Data italiana |
| --- | --------- | ---------------------------- | -------------------------------------- | ------------------------------- | ------------ | ----------------- | ------------ | ----------------------------------- | ------------- |
| 154 | Gennaio   | The Man-Bats of Ur-Xanarrh   | Gli uomini pipistrello di Ur-Xanarrah! | Michael Fleisher                | Gary Kwapisz | George Roussos    | Gary Kwapisz | Conan il Barbaro 62 (Marvel Italia) | Aprile 1994   |
| 155 | Febbraio  | The Anger of Conan           | La rabbia di Conan                     | Michael Fleisher e John Buscema | John Buscema | George Roussos    | Paul Smith   | Conan il Barbaro 63 (Panini Comics) | Maggio 1994   |
| 156 | Marzo     | The Curse                    | La Maledizione!                        | Michael Fleisher e John Buscema | John Buscema | George Roussos    | John Buscema | Conan il Barbaro 63 (Panini Comics) | Maggio 1994   |
| 157 | Aprile    | The Wizard                   | Lo Stregone                            | Michael Fleisher e John Buscema | John Buscema | George Roussos    | John Buscema | Conan il Barbaro 63 (Panini Comics) | Maggio 1994   |
| 158 | Maggio    | Night of the Wolf            | La notte del lupo                      | Michael Fleisher e John Buscema | John Buscema | George Roussos    | John Buscema | Conan il Barbaro 63 (Panini Comics) | Maggio 1994   |
| 159 | Giugno    | Cauldron of the Doomed!      | Il calderone dei condannati!           | Michael Fleisher e John Buscema | John Buscema | George Roussos    | John Buscema | Conan il Barbaro 64 (Panini Comics) | Giugno 1994   |
| 160 | Luglio    | Veil of Darkness!            | Velo di tenebra                        | Michael Fleisher                | Bob Camp     | George Roussos    | Bob Camp     | Conan il Barbaro 64 (Panini Comics) | Giugno 1994   |
| 161 | Agosto    | House of Skulls!             | La casa dei teschi!                    | Michael Fleisher                | John Buscema | Julianna Ferriter | John Buscema | Conan il Barbaro 64 (Panini Comics) | Giugno 1994   |
| 162 | Settembre | Destroyer in the Flame       | Il Distruttore nella fiamma            | Michael Fleisher                | John Buscema | George Roussos    | John Buscema | Conan il Barbaro 64 (Panini Comics) | Giugno 1994   |
| 163 | Ottobre   | Cavern of the Vines of Doom! | n/a                                    | Michael Fleisher                | John Buscema | George Roussos    | Ernie Chan   | Conan il Barbaro 65 (Panini Comics) | Luglio 1994   |
| 164 | Novembre  | The Jeweled Sword of Tem     | La spada gemmata di Tem                | Larry Yakata                    | Gary Kwapisz | George Roussos    | Armando Gil  | Conan il Barbaro 65 (Panini Comics) | Luglio 1994   |
| 165 | Dicembre  | Temple of the Dragon         | Il Tempio del Drago                    | Michael Fleisher                | John Buscema | George Roussos    | Gary Kwapisz | Conan il Barbaro 66 (Panini Comics) | Agosto 1994   |

### 1985
| Nr. | Data      | TItolo                         | Titolo italiano                 | Sceneggiatura      | Disegni      | Colori         | Copertina              | Prima edizione italiana                | Data italiana  |
| --- | --------- | ------------------------------ | ------------------------------- | ------------------ | ------------ | -------------- | ---------------------- | -------------------------------------- | -------------- |
| 166 | Gennaio   | Blood of the Titan!            | Il sangue del titano!           | Michael Fleisher   | John Buscema | George Roussos | John Buscema           | Conan il Barbaro 66 (Panini Comics)    | Agosto 1994    |
| 167 | Febbraio  | The Creature from Time's Dawn! | La creatura dall'alba del tempo | Michael Fleisher   | John Buscema | George Roussos | Michael William Kaluta | Conan il Barbaro 67 (Panini Comics)    | Settembre 1994 |
| 168 | Marzo     | The Bird-Woman and the Beast!  | La bella alata e la bestia!     | Michael Fleisher   | John Buscema | George Roussos | Armando Gil            | Conan il Barbaro 67 (Panini Comics)    | Settembre 1994 |
| 169 | Aprile    | Tomb of the Scarlet Mage!      | n/a                             | Michael Fleisher   | John Buscema | George Roussos | John Buscema           | Conan: L'era Marvel 6 (Panini Comics)  | Dicembre 2021  |
| 170 | Maggio    | Dominion of the Dead!          | n/a                             | Michael Fleisher   | John Buscema | George Roussos | Armando Gil            | Conan: L'era Marvel 6 (Panini Comics)  | Dicembre 2021  |
| 171 | Giugno    | Barbarian Death Song           | n/a                             | Michael Fleisher   | John Buscema | George Roussos | John Buscema           | Conan: L'era Marvel 6 (Panini Comics)  | Dicembre 2021  |
| 172 | Luglio    | Reavers in the Borderland      | Predoni nelle terre di confine  | Christopher Priest | John Buscema | George Roussos | Gary Kwapisz           | Conan l'Avventuriero 1 (Marvel Italia) | Settembre 1994 |
| 173 | Agosto    | Honor Among Thieves!           | Onore fra i ladri               | Christopher Priest | John Buscema | George Roussos | Ernie Chan             | Conan l'Avventuriero 1 (Marvel Italia) | Settembre 1994 |
| 174 | Settembre | Children of the Night          | Bambini nella notte             | Christopher Priest | John Buscema | George Roussos | John Buscema           | Conan l'Avventuriero 2 (Marvel Italia) | Ottobre 1994   |
| 175 | Ottobre   | The Scarlet Personage          | Il personaggio scarlatto        | Christopher Priest | John Buscema | George Roussos | John Buscema           | Conan l'Avventuriero 2 (Marvel Italia) | Ottobre 1994   |
| 176 | Novembre  | Argos Rain                     | Pioggia ad Argos                | Jim Owsley         | John Buscema | George Roussos | Ernie Chan             | Conan l'Avventuriero 3 (Marvel Italia) | Novembre 1994  |
| 177 | Dicembre  | Well of Souls!                 | Il pozzo delle anime            | Christopher Priest | John Buscema | George Roussos | Ernie Chan             | Conan l'Avventuriero 3 (Marvel Italia) | Novembre 1994  |

### 1986
| Nr. | Data      | TItolo                  | Titolo italiano              | Sceneggiatura      | Disegni          | Colori          | Copertina    | Prima edizione italiana                | Data italiana |
| --- | --------- | ----------------------- | ---------------------------- | ------------------ | ---------------- | --------------- | ------------ | -------------------------------------- | ------------- |
| 178 | Gennaio   | Death Hunt              | Caccia letale                | Jim Owsley         | John Buscema     | George Roussos  | John Buscema | Conan l'Avventuriero 4 (Marvel Italia) | Dic 1994      |
| 179 | Marzo     | The End of All There Is | La fine di tutto cio' che e' | Christopher Priest | John Buscema     | George Roussos  | John Buscema | Conan l'Avventuriero 4 (Marvel Italia) | Dic 1994      |
| 180 | Marzo     | Witches' Keep           | L'antro delle streghe        | Christopher Priest | John Buscema     | George Roussos  | John Buscema | Conan l'Avventuriero 5 (Marvel Italia) | Gennaio 1995  |
| 181 | Aprile    | Maddoc's Reign          | Il regno di Maddoc           | Christopher Priest | John Buscema     | George Roussos  | John Buscema | Conan l'Avventuriero 5 (Marvel Italia) | Gennaio 1995  |
| 182 | Maggio    | Testament               | Testamento                   | Christopher Priest | John Buscema     | George Roussos  | John Buscema | Conan l'Avventuriero 6 (Marvel Italia) | Febbraio 1995 |
| 183 | Giugno    | Blood Dawn              | Alba di sangue               | Christopher Priest | John Buscema     | George Roussos  | John Buscema | Conan l'Avventuriero 6 (Marvel Italia) | Febbraio 1995 |
| 184 | Luglio    | Swords                  | Spade                        | Christopher Priest | John Buscema     | George Roussos  | John Buscema | Conan l'Avventuriero 7 (Marvel Italia) | Marzo 1995    |
| 185 | Agosto    | Monument                | Monumento                    | Christopher Priest | John Buscema     | George Roussos  | John Buscema | Conan l'Avventuriero 7 (Marvel Italia) | Marzo 1995    |
| 186 | Settembre | Crimson Brotherhood     | La Confraternita Cremisi     | Don Kraar          | Michael Docherty | Ken Feduniewicz | Ernie Chan   | Conan il Barbaro 71 (Panini Comics)    | Gennaio 1996  |
| 187 | Ottobre   | Resurrection            | Resurrezione                 | Christopher Priest | John Buscema     | George Roussos  | Ernie Chan   | Conan l'Avventuriero 8 (Marvel Italia) | Aprile 1995   |
| 188 | Novembre  | Killing Season          | Stagione di morte            | Christopher Priest | John Buscema     | George Roussos  | John Buscema | Conan l'Avventuriero 8 (Marvel Italia) | Aprile 1995   |
| 189 | Dicembre  | Rites of Inquisition    | Caccia al colpevole          | Jim Owsley         | John Buscema     | George Roussos  | John Buscema | Conan l'Avventuriero 9 (Marvel Italia) | Maggio 1995   |

### 1987
| Nr. | Data      | TItolo                  | Titolo italiano          | Sceneggiatura                    | Disegni      | Colori         | Copertina       | Prima edizione italiana                 | Data italiana  |
| --- | --------- | ----------------------- | ------------------------ | -------------------------------- | ------------ | -------------- | --------------- | --------------------------------------- | -------------- |
| 190 | Gennaio   | Exodus                  | Esodo                    | Christopher Priest               | John Buscema | George Roussos | Ernie Chan      | Conan l'Avventuriero 9 (Marvel Italia)  | Maggio 1995    |
| 191 | Febbraio  | Deliverance             | Liberazione              | Christopher Priest               | Val Semeiks  | George Roussos | Val Semeiks     | Conan l'Avventuriero 10 (Marvel Italia) | Giugno 1995    |
| 192 | Marzo     | Keeper                  | Il guardiano             | Christopher Priest               | Val Semeiks  | George Roussos | Ron Wagner      | Conan l'Avventuriero 10 (Marvel Italia) | Giugno 1995    |
| 193 | Aprile    | Shedu                   | Shedu                    | Christopher Priest               | Val Semeiks  | George Roussos | Val Semeiks     | Conan l'Avventuriero 11 (Marvel Italia) | Luglio 1995    |
| 194 | Maggio    | Victory                 | Vittoria                 | Christopher Priest               | Val Semeiks  | Nel Yomtov     | Val Semeiks     | Conan l'Avventuriero 11 (Marvel Italia) | Luglio 1995    |
| 195 | Giugno    | Blood of Ages           | Sangue antico            | Christopher Priest               | Val Semeiks  | George Roussos | Andy Kubert     | Conan l'Avventuriero 12 (Marvel Italia) | Agosto 1995    |
| 196 | Luglio    | The beast               | La bestia                | Christopher Priest               | Val Semeiks  | George Roussos | Geof Isherwood  | Conan l'Avventuriero 12 (Marvel Italia) | Agosto 1995    |
| 197 | Agosto    | Stand                   | Resistenza               | Christopher Priest               | Val Semeiks  | George Roussos | Geof Isherwood  | Conan l'Avventuriero 13 (Marvel Italia) | Settembre 1995 |
| 198 | Settembre | The river               | Il fiume                 | Christopher Priest               | Val Semeiks  | George Roussos | Geof Isherwood  | Conan il Barbaro 70 (Panini Comics)     | Settembre 1995 |
| 199 | Settembre | Revelation in the Mists | Rivelazioni nelle nebbie | Christopher Priest               | Val Semeiks  | George Roussos | Geof Isherwood  | Conan il Barbaro 70 (Panini Comics)     | Settembre 1995 |
| 200 | Novembre  | Fall of Acheron         | La caduta di Acheron     | Christopher Priest e Mark Bright | Val Semeiks  | George Roussos | William Johnson | Conan il Barbaro 70 (Panini Comics)     | Settembre 1995 |
| 201 | Dicembre  | Into the Black Pit      | Nel pozzo oscuro         | Christopher Priest               | Andy Kubert  | George Roussos | William Johnson | Conan il Barbaro 72 (Panini Comics)     | Maggio 1996    |

### 1988
| Nr. | Data      | TItolo                                     | Titolo italiano                      | Sceneggiatura                                      | Disegni     | Colori         | Copertina      | Prima edizione italiana               | Data italiana |
| --- | --------- | ------------------------------------------ | ------------------------------------ | -------------------------------------------------- | ----------- | -------------- | -------------- | ------------------------------------- | ------------- |
| 202 | Gennaio   | The Seven Lives of Thulsa Doom!            | Le sette vite di Thulsa Doom!        | Christopher Priest e Val Semeiks                   | Val Semeiks | George Roussos | Armando Gil    | Conan il Barbaro 72 (Panini Comics)   | Maggio 1996   |
| 203 | Febbraio  | Wrath of the Necromancer!                  | L'ira del Negromante                 | Christopher Priest e Val Semeiks                   | Val Semeiks | George Roussos | Geof Isherwood | Conan il Barbaro 72 (Panini Comics)   | Maggio 1996   |
| 204 | Marzo     | Goblin!                                    | Goblin!                              | Christopher Priest e Val Semeiks                   | Val Semeiks | George Roussos | Geof Isherwood | Conan: L'era Marvel 8 (Panini Comics) | Dicembre 2022 |
| 205 | Aprile    | Necropolis                                 | Necropoli                            | Christopher Priest e Val Semeiks                   | Val Semeiks | George Roussos | Geof Isherwood | Conan: L'era Marvel 8 (Panini Comics) | Dicembre 2022 |
| 206 | Maggio    | Sands Upon the Earth (Heku Trilogy Book 1) | Heku Libro Primo: Sabbie sulla terra | Christopher Priest e Val Semeiks                   | Val Semeiks | George Roussos | Val Semeiks    | Conan: L'era Marvel 8 (Panini Comics) | Dicembre 2022 |
| 207 | Giugno    | Community (Heku Trilogy Book 2)            | Heku Libro Secondo: Comunità         | Christopher Priest e Val Semeiks                   | Val Semeiks | George Roussos | Val Semeiks    | Conan: L'era Marvel 8 (Panini Comics) | Dicembre 2022 |
| 208 | Luglio    | Triad (Heku Trilogy Book 3)                | Heku Libro Terzo: Triade             | Christopher Priest, Val Semeiks e Maddie Blaustein | Val Semeiks | George Roussos | Val Semeiks    | Conan: L'era Marvel 8 (Panini Comics) | Dicembre 2022 |
| 209 | Agosto    | Dark Horse                                 | Cavallo Nero                         | Christopher Priest e Val Semeiks                   | Val Semeiks | George Roussos | Ron Wagner     | Conan: L'era Marvel 8 (Panini Comics) | Dicembre 2022 |
| 210 | Settembre | Storm                                      | Tempesta                             | Christopher Priest e Val Semeiks                   | Val Semeiks | George Roussos | Val Semeiks    | Conan: L'era Marvel 8 (Panini Comics) | Dicembre 2022 |
| 211 | Ottobre   | Narrow House                               | La casa stretta                      | Christopher Priest e Val Semeiks                   | Val Semeiks | George Roussos | Ron Wagner     | Conan: L'era Marvel 8 (Panini Comics) | Dicembre 2022 |
| 212 | Novembre  | The Warrior's Way                          | La Via del Guerriero                 | Christopher Priest e Val Semeiks                   | Val Semeiks | George Roussos | Val Semeiks    | Conan: L'era Marvel 8 (Panini Comics) | Dicembre 2022 |
| 213 | Dicembre  | The gate                                   | Il Varco                             | Christopher Priest e Val Semeiks                   | Val Semeiks | George Roussos | Val Semeiks    | Conan: L'era Marvel 8 (Panini Comics) | Dicembre 2022 |

### 1989
| Nr. | Data      | TItolo                      | Titolo italiano | Sceneggiatura                 | Disegni        | Colori         | Copertina    | Prima edizione italiana               | Data italiana |
| --- | --------- | --------------------------- | --------------- | ----------------------------- | -------------- | -------------- | ------------ | ------------------------------------- | ------------- |
| 214 | Gennaio   | City of Light               | n/a             | Charles Santino e Val Semeiks | Val Semeiks    | George Roussos | Val Semeiks  | Conan: L'era Marvel 9 (Panini Comics) | Ottobre 2023  |
| 215 | Febbraio  | Death Pit                   | n/a             | Charles Santino e Val Semeiks | Val Semeiks    | George Roussos | Val Semeiks  | Conan: L'era Marvel 9 (Panini Comics) | Ottobre 2023  |
| 216 | Marzo     | The Blade of Zed            | n/a             | Charles Santino e Val Semeiks | Val Semeiks    | George Roussos | Val Semeiks  | Conan: L'era Marvel 9 (Panini Comics) | Ottobre 2023  |
| 217 | Aprile    | Beneath the City of Shadows | n/a             | Charles Santino e Val Semeiks | Val Semeiks    | George Roussos | Ron Wagner   | Conan: L'era Marvel 9 (Panini Comics) | Ottobre 2023  |
| 218 | Maggio    | Island Life                 | n/a             | Charles Santino e Val Semeiks | Val Semeiks    | George Roussos | Jim Lee      | Conan: L'era Marvel 9 (Panini Comics) | Ottobre 2023  |
| 219 | Giugno    | Devil's Gate                | n/a             | Charles Santino e Val Semeiks | Val Semeiks    | George Roussos | Jim Lee      | Conan: L'era Marvel 9 (Panini Comics) | Ottobre 2023  |
| 220 | Luglio    | Blood and Ice               | n/a             | Charles Santino e Val Semeiks | Val Semeiks    | George Roussos | Jim Lee      | Conan: L'era Marvel 9 (Panini Comics) | Ottobre 2023  |
| 221 | Agosto    | Drumsong                    | n/a             | Charles Santino e Val Semeiks | Val Semeiks    | George Roussos | Jim Lee      | Conan: L'era Marvel 9 (Panini Comics) | Ottobre 2023  |
| 222 | Settembre | Mask of Vengeance           | n/a             | Larry Hama                    | Gary Kwapisz   | George Roussos | Gary Kwapisz | Conan: L'era Marvel 9 (Panini Comics) | Ottobre 2023  |
| 223 | Ottobre   | The Wheel of Life and Death | n/a             | Don Perlin                    | Don Perlin     | George Roussos | Don Perlin   | Conan: L'era Marvel 9 (Panini Comics) | Ottobre 2023  |
| 224 | Novembre  | He Who Hungers!             | n/a             | Michael Fleisher              | Gary Kwapisz   | George Roussos | Gary Kwapisz | Conan: L'era Marvel 9 (Panini Comics) | Ottobre 2023  |
| 225 | Novembre  | Elixir of Darkness          | n/a             | Larry Hama                    | Geoff Senior   | Mike Rockwitz  | Andy Kubert  | Conan: L'era Marvel 9 (Panini Comics) | Ottobre 2023  |
| 226 | Dicembre  | The Shade in the Shadow     | n/a             | Michael Fleisher              | Alfredo Alcala | George Roussos | Rodney Ramos | Conan: L'era Marvel 9 (Panini Comics) | Ottobre 2023  |
| 227 | Dicembre  | Catspaw                     | n/a             | Gerry Conway                  | José Delbo     | George Roussos | José Delbo   | Conan: L'era Marvel 9 (Panini Comics) | Ottobre 2023  |

### 1990
| Nr. | Data      | TItolo                   | TItolo                   | Titolo italiano                 | Sceneggiatura   | Disegni        | Colori                            | Copertina       | Prima edizione italiana               | Data italiana  |
| --- | --------- | ------------------------ | ------------------------ | ------------------------------- | --------------- | -------------- | --------------------------------- | --------------- | ------------------------------------- | -------------- |
| 228 | Gennaio   | Red Teeth                | Red Teeth                | n/a                             | Gerry Conway    | Dwayne Turner  | George Roussos                    | Rodney Ramos    | Conan: L'era Marvel 9 (Panini Comics) | Ottobre 2023   |
| 229 | Febbraio  | Red Eyes                 | Red Eyes                 | n/a                             | Gerry Conway    | Dwayne Turner  | George Roussos                    | Mark Texeira    | Conan: L'era Marvel 9 (Panini Comics) | Ottobre 2023   |
| 230 | Marzo     | In the Land of the Lotus | In the Land of the Lotus | n/a                             | Gerry Conway    | Frank Springer | George Roussos                    | Alfredo Alcala  | Conan: L'era Marvel 9 (Panini Comics) | Ottobre 2023   |
| 231 | Aprile    | The Burning Tower        | The Burning Tower        | n/a                             | Gerry Conway    | Frank Springer | George Roussos                    | Frank Springer  | Conan: L'era Marvel 9 (Panini Comics) | Ottobre 2023   |
| 232 | Maggio    | Young Conan              | Birth on the Battlefield | Nascita sul campo di Battaglia! | Michael Higgins | Ron Lim        | George Roussos                    | Michael Higgins | Conan il Barbaro 31 (Comic Art)       | Settembre 1991 |
| 233 | Giugno    | Young Conan              | Rituals!                 | Rituali                         | Michael Higgins | Ron Lim        | George Roussos                    | Ron Lim         | Conan il Barbaro 32 (Comic Art)       | Ottobre 1991   |
| 234 | Luglio    | Young Conan              | Deaths in the Family     | Morti in famiglia               | Michael Higgins | Ron Lim        | George Roussos                    | Ron Lim         | Conan il Barbaro 33 (Comic Art)       | Novembre 1991  |
| 235 | Agosto    | Young Conan              | The Road Goes On Forever | La strada verso l'eternità      | Michael Higgins | Ron Lim        | George Roussos                    | Ron Lim         | Conan il Barbaro 34 (Comic Art)       | Dicembre 1991  |
| 236 | Settembre | Young Conan              | Tangled Up In Blood      | Avvolto nel sangue              | Michael Higgins | Rodney Ramos   | George Roussos                    | Mike Mignola    | Conan il Barbaro 35 (Comic Art)       | Gennaio 1992   |
| 237 | Ottobre   | Young Conan              | Serpent of Dreams        | Il serpente dei sogni           | Michael Higgins | Gary Hartle    | George Roussos                    | Mike Mignola    | Conan il Barbaro 36 (Comic Art)       | Febbraio 1992  |
| 238 | Novembre  | Young Conan              | The Death Of Conan!      | La Morte di Conan               | Michael Higgins | Gary Hartle    | Nel Yomtov                        | Gary Hartle     | Conan il Barbaro 37 (Comic Art)       | Marzo 1992     |
| 239 | Dicembre  | Young Conan              | Dancing with the Devil   | Danzando con il Diavolo         | Michael Higgins | Gary Hartle    | Nel Yomtov e Renée Witterstaetter | Gary Hartle     | Conan il Barbaro 38 (Comic Art)       | Aprile 1992    |

### 1991
| Nr. | Data      | TItolo                          | TItolo                          | Titolo italiano                       | Sceneggiatura               | Disegni                        | Colori                                                 | Copertina       | Prima edizione italiana         | Data italiana  |
| --- | --------- | ------------------------------- | ------------------------------- | ------------------------------------- | --------------------------- | ------------------------------ | ------------------------------------------------------ | --------------- | ------------------------------- | -------------- |
| 240 | Gennaio   | Young Conan                     | The End Must Come               | La Fine deve arrivare                 | Roy Thomas                  | Gary Hartle                    | Nel Yomtov                                             | Gary Hartle     | Conan il Barbaro 39 (Comic Art) | Maggio 1992    |
| 241 | Febbraio  | The Sorcerer and the She-Devil! | All Roads Lead to Zamora        | Tutte le strade portano a Zamora      | Roy Thomas                  | Gary Hartle                    | Nel Yomtov                                             | Todd McFarlane  | Conan il Barbaro 40 (Comic Art) | Giugno 1992    |
| 242 | Marzo     | The Sorcerer and the She-Devil! | They Came to Castle Zukala      | Essi vennero a Castel Zukala          | Roy Thomas                  | Gary Hartle                    | Nel Yomtov                                             | Jim Lee         | Conan il Barbaro 41 (Comic Art) | Lug 1992       |
| 243 | Aprile    | The Sorcerer and the She-Devil! | Dawn and Death-Gods             | L'alba e gli dei della morte          | Roy Thomas                  | Gary Hartle                    | Nel Yomtov                                             | Whilce Portacio | Conan il Barbaro 43 (Comic Art) | Settembre 1992 |
| 244 | Maggio    | Fiends of the Flaming Mountains | Fiends of the Flaming Mountains | I demoni delle montagne fiammeggianti | Roy Thomas                  | Gary Hartle                    | Nel Yomtov                                             | Steve Lightle   | Conan il Barbaro 44 (Comic Art) | Ottobre 1992   |
| 245 | Giugno    | Empire of the Undead            | Empire of the Undead            | L'Impero dei Non Morti                | Roy Thomas                  | Gary Hartle                    | Nel Yomtov                                             | Gary Hartle     | Conan il Barbaro 45 (Comic Art) | Novembre 1992  |
| 246 | Luglio    | Chaos in Khoraja                | Chaos in Khoraja                | Caos a Khoraja                        | Roy Thomas                  | Gary Hartle                    | Nel Yomtov                                             | Steve Lightle   | Conan il Barbaro 46 (Comic Art) | Dicembre 1992  |
| 247 | Agosto    | The Sword That Conquers All     | The Sword That Conquers All     | La spada che conquista tutto          | Roy Thomas                  | Gary Hartle                    | Nel Yomtov                                             | Art Adams       | Conan il Barbaro 47 (Comic Art) | Gennaio 1993   |
| 248 | Settembre | The Peril and the Prophecy      | The Peril and the Prophecy      | Il pericolo e la profezia             | Roy Thomas                  | Michael Docherty               | Nel Yomtov                                             | Art Adams       | Conan il Barbaro 48 (Comic Art) | Febbraio 1993  |
| 249 | Ottobre   | Red Wind                        | Red Wind                        | Vento Rosso                           | Roy Thomas                  | Michael Docherty               | Nel Yomtov                                             | Art Adams       | Conan il Barbaro 49 (Comic Art) | Marzo 1993     |
| 250 | Novembre  | Chaos Beneath Kuthchemes        | Chaos Beneath Kuthchemes        | Caos sotto Kuthchemes                 | Roy Thomas                  | Michael Docherty               | Nel Yomtov, George Roussos, Steve Karp e Kevin Tinsley | Steve Lightle   | Conan il Barbaro 50 (Comic Art) | Aprile 1993    |
| 251 | Dicembre  | On the Wings of Demons          | On the Wings of Demons          | Sulle ali dei demoni                  | Roy Thomas e Sandy Plunkett | Tony DeZuniga e Sandy Plunkett | Dave Sampson                                           | Sandy Plunkett  | Conan il Barbaro 51 (Comic Art) | Maggio 1993    |

### 1992
| Nr. | Data      | TItolo                            | TItolo                         | Titolo italiano              | Sceneggiatura | Disegni             | Colori        | Copertina                   | Prima edizione italiana         | Data italiana  |
| --- | --------- | --------------------------------- | ------------------------------ | ---------------------------- | ------------- | ------------------- | ------------- | --------------------------- | ------------------------------- | -------------- |
| 252 | Gennaio   | The Second Coming of Shuma-Gorath | The Dead of the Living Night   | La Notte dei morti viventi   | Roy Thomas    | Michael Docherty    | Nelson Yomtov | Michael Docherty            | Conan il Barbaro 52 (Comic Art) | Giugno 1993    |
| 253 | Febbraio  | The Second Coming of Shuma-Gorath | The Pit and the Parasite       | Il pozzo della morte         | Roy Thomas    | Dave Hoover         | Nelson Yomtov | Ernie Chan                  | Conan il Barbaro 54 (Comic Art) | Agosto 1993    |
| 254 | Marzo     | The Second Coming of Shuma-Gorath | Havoc In Hyperborea            | Distruzione In Hyperborea    | Roy Thomas    | Michael Docherty    | Nelson Yomtov | Michael Docherty            | Conan il Barbaro 55 (Comic Art) | Settembre 1993 |
| 255 | Aprile    | The Second Coming of Shuma-Gorath | Priests of the Purple Plague   | I Preti della Peste Purpurea | Roy Thomas    | Michael Docherty    | Nelson Yomtov | Ernie Chan                  | Conan il Barbaro 56 (Comic Art) | Ottobre 1993   |
| 256 | Maggio    | The Second Coming of Shuma-Gorath | Blood and Bones                | Sangue e Ossa                | Roy Thomas    | Michael Docherty    | Nelson Yomtov | Michael Docherty            | Conan il Barbaro 57 (Comic Art) | Novembre 1993  |
| 257 | Giugno    | The Second Coming of Shuma-Gorath | Night Wings Over Nemedia       | Ali di Tenebra su Nemedia    | Roy Thomas    | Michael Docherty    | Nelson Yomtov | Michael Docherty            | Conan il Barbaro 58 (Comic Art) | Dicembre 1993  |
| 258 | Luglio    | The Second Coming of Shuma-Gorath | Savage Homecoming              | Selvaggio ritorno a casa     | Roy Thomas    | Michael Docherty    | Nelson Yomtov | Michael Docherty            | Conan il Barbaro 59 (Comic Art) | Gennaio 1994   |
| 259 | Agosto    | The Second Coming of Shuma-Gorath | The Mountain Where Crom Dwells | La Montagna dove dimora Crom | Roy Thomas    | Michael Docherty    | Nelson Yomtov | Michael Docherty            | Conan il Barbaro 60 (Comic Art) | Febbraio 1994  |
| 260 | Settembre | The Second Coming of Shuma-Gorath | Final part                     | Il ritorno di Shuma-Gorath   | Roy Thomas    | Michael Docherty    | Nelson Yomtov | Michael Docherty            | Conan il Barbaro 61 (Comic Art) | Marzo 1994     |
| 261 | Ottobre   | Scarlet Tears                     | Scarlet Tears                  | n/a                          | Roy Thomas    | Eufronio Reyes Cruz | Nelson Yomtov | Mark Pacella e Dan Panosian | Inedito                         | n/a            |
| 262 | Novembre  | Panther's Blood                   | Panther's Blood                | n/a                          | Roy Thomas    | Eufronio Reyes Cruz | Nelson Yomtov | n/a                         | Inedito                         | n/a            |
| 263 | Dicembre  | The Voice of Moloq                | The Voice of Moloq             | n/a                          | Roy Thomas    | Michael Docherty    | Nelson Yomtov | Michael Docherty            | Inedito                         | n/a            |

### 1993
| Nr. | Data      | TItolo                            | TItolo                            | Titolo italiano                         | Sceneggiatura | Disegni          | Colori         | Copertina     | Prima edizione italiana             | Data italiana |
| --- | --------- | --------------------------------- | --------------------------------- | --------------------------------------- | ------------- | ---------------- | -------------- | ------------- | ----------------------------------- | ------------- |
| 264 | Gennaio   | White Apes, Ebon Throne: Part 1   | White Apes, Ebon Throne: Part 1   | n/a                                     | Roy Thomas    | John Watkiss     | Nelson Yomtov  | John Watkiss  | Inedito                             | n/a           |
| 265 | Febbraio  | White Apes, Ebon Throne: Part 2   | White Apes, Ebon Throne: Part 2   | n/a                                     | Roy Thomas    | John Watkiss     | Nelson Yomtov  | John Watkiss  | Inedito                             | n/a           |
| 266 | Marzo     | Conan the Renegade                | Silver Rain                       | Pioggia d'argento                       | Roy Thomas    | Michael Docherty | Nelson Yomtov  | Colin MacNeil | Conan il Barbaro 61 (Comic Art)     | Marzo 1994    |
| 267 | Aprile    | Conan the Renegade                | The Changeling                    | Il mutaforme                            | Roy Thomas    | Michael Docherty | Nelson Yomtov  | Colin MacNeil | Conan il Barbaro 61 (Comic Art)     | Marzo 1994    |
| 268 | Maggio    | Conan the Renegade                | Death Comes Creeping              | La morte giunge furtiva                 | Roy Thomas    | Michael Docherty | Nelson Yomtov  | Colin MacNeil | Conan il Barbaro 61 (Comic Art)     | Marzo 1994    |
| 269 | Giugno    | Conan the Renegade                | When Mountains Walk               | Quando camminano le montagne            | Roy Thomas    | Michael Docherty | Nelson Yomtov  | Colin MacNeil | Conan il Barbaro 61 (Comic Art)     | Marzo 1994    |
| 270 | Luglio    | A Fire On The Lake                | A Fire On The Lake                | Fuoco sul lago                          | Roy Thomas    | Michael Docherty | George Roussos | Colin MacNeil | Conan il Barbaro 68 (Panini Comics) | Gennaio 1995  |
| 271 | Agosto    | The Devourer Comes to Dark Valley | The Devourer Comes to Dark Valley | Il Divoratore giunge nella Oscura Valle | Roy Thomas    | Michael Docherty | George Roussos | Colin MacNeil | Conan il Barbaro 68 (Panini Comics) | Gennaio 1995  |
| 272 | Settembre | A Feast of Souls                  | A Feast of Souls                  | Banchetto di anime                      | Roy Thomas    | Michael Docherty | Nelson Yomtov  | Colin MacNeil | Conan il Barbaro 68 (Panini Comics) | Gennaio 1995  |
| 273 | Ottobre   | The Lords of the Lotus            | The Lords of the Lotus            | I Signori del Loto                      | Roy Thomas    | Michael Docherty | George Roussos | Colin MacNeil | Conan il Barbaro 69 (Panini Comics) | Maggio 1995   |
| 274 | Novembre  | Demon-Wings Over Zamora           | Demon-Wings Over Zamora           | Ali demoniache su Zamora                | Roy Thomas    | Michael Docherty | George Roussos | Colin MacNeil | Conan il Barbaro 69 (Panini Comics) | Maggio 1995   |
| 275 | Dicembre  | Cry Kozak!                        | Cry Kozak!                        | Furia Kozaka!                           | Roy Thomas    | Michael Docherty | Nelson Yomtov  | Colin MacNeil | Conan il Barbaro 69 (Panini Comics) | Maggio 1995   |

### 2019-2021
In questi anni viene pubblicata la seconda gestione Marvel Comics della testata che termina con il numero 25 ovvero con il 300° albo proseguendo il conteggio della prima gestione.
| Nr. | Data           | TItolo                                                                 | Titolo italiano                                                                | Sceneggiatura      | Disegni             | Colori         | Copertina   | Prima edizione italiana             | Data italiana  |
| --- | -------------- | ---------------------------------------------------------------------- | ------------------------------------------------------------------------------ | ------------------ | ------------------- | -------------- | ----------- | ----------------------------------- | -------------- |
| 1   | Gennaio 2019   | The Life & Death of Conan, Part 1: The Weird of the Crimson Witch      | Vita e morte di Conan, parte 1: La maledizione della Strega Cremisi            | Jason Aaron        | Mahmud Asrar        | Matt Wilson    | Esad Ribic  | Conan il Barbaro 1 (Panini Comics)  | Marzo 2019     |
| 2   | Gennaio 2019   | The Life & Death of Conan, Part 2: The Savage Border                   | Vita e morte di Conan, parte 2: Il confine selvaggio                           | Jason Aaron        | Mahmud Asrar        | Matt Wilson    | Esad Ribic  | Conan il Barbaro 2 (Panini Comics)  | Maggio 2019    |
| 3   | Febbraio 2019  | The Life & Death of Conan, Part 3: Cimmerians Don't Pray               | Vita e morte di Conan, parte 3: I Cimmeri non pregano                          | Jason Aaron        | Mahmud Asrar        | Matt Wilson    | Esad Ribic  | Conan il Barbaro 2 (Panini Comics)  | Maggio 2019    |
| 4   | Marzo 2019     | The Life & Death of Conan, Part 4: The King in the Cage                | Vita e morte di Conan, parte 4: Il Re nella gabbia                             | Jason Aaron        | Gerardo Zaffino     | Matt Wilson    | Esad Ribic  | Conan il Barbaro 3 (Panini Comics)  | Luglio 2019    |
| 5   | Aprile 2019    | The Life & Death of Conan, Part 5: The Captain of the Ship of the Dead | Vita e morte di Conan, parte 5: Il Capitano della nave dei morti               | Jason Aaron        | Mahmud Asrar        | Matt Wilson    | Esad Ribic  | Conan il Barbaro 3 (Panini Comics)  | Luglio 2019    |
| 6   | Maggio 2019    | The Life & Death of Conan, Part 6: The Sole Survivor                   | Vita e morte di Conan, parte 6: L'unico superstite                             | Jason Aaron        | Mahmud Asrar        | Matt Wilson    | Esad Ribic  | Conan il Barbaro 4 (Panini Comics)  | Settembre 2019 |
| 7   | Giugno 2019    | The Life & Death of Conan, Part 7: Barbarian Love                      | Vita e morte di Conan, parte 7: Amore barbaro                                  | Jason Aaron        | Mahmud Asrar        | Matt Wilson    | Esad Ribic  | Conan il Barbaro 4 (Panini Comics)  | Settembre 2019 |
| 8   | Luglio 2019    | The Life & Death of Conan, Part 8: Homecoming                          | Vita e morte di Conan, parte 8: Ritorno a casa                                 | Jason Aaron        | Gerardo Zaffino     | Matt Wilson    | Esad Ribic  | Conan il Barbaro 5 (Panini Comics)  | Novembre 2019  |
| 9   | Novembre 2019  | The Life & Death of Conan, Part 9: The God Below                       | Vita e morte di Conan, parte 9: Il Dio sotterraneo                             | Jason Aaron        | Mahmud Asrar        | Matt Wilson    | Esad Ribic  | Conan il Barbaro 6 (Panini Comics)  | Gennaio 2020   |
| 10  | Dicembre 2019  | The Life & Death of Conan, Part 10: The Children of the Great Red Doom | Vita e morte di Conan, parte 10: I figli della grande morte rossa              | Jason Aaron        | Mahmud Asrar        | Matt Wilson    | Esad Ribic  | Conan il Barbaro 6 (Panini Comics)  | Gennaio 2020   |
| 11  | Gennaio 2020   | The Life & Death of Conan, Part 11: By Crom                            | Vita e morte di Conan, parte 11: Per Crom                                      | Jason Aaron        | Mahmud Asrar        | Matt Wilson    | Esad Ribic  | Conan il Barbaro 7 (Panini Comics)  | Marzo 2020     |
| 12  | Marzo 2020     | The Life & Death of Conan, Part 12: The Power in the Blood             | Vita e morte di Conan, parte 12: Il potere nel sangue                          | Jason Aaron        | Mahmud Asrar        | Matt Wilson    | Esad Ribic  | Conan il Barbaro 7 (Panini Comics)  | Marzo 2020     |
| 13  | Aprile 2020    | Into the Crucible, Part One: The People's Champion                     | La prova del fuoco parte 1: Il paladino del popolo                             | Jim Zub            | Roge Antonio        | Israel Silva   | Erik M Gist | Conan il Barbaro 8 (Panini Comics)  | Maggio 2020    |
| 14  | Maggio 2020    | Into the Crucible, Part Two: The Great Crucible                        | La prova del fuoco parte 2: L'ordalia                                          | Jim Zub            | Roge Antonio        | Israel Silva   | Erik M Gist | Conan il Barbaro 8 (Panini Comics)  | Maggio 2020    |
| 15  | Dicembre 2020  | Into the Crucible, Part Three: Traps & Tricks                          | La prova del fuoco parte 3:                                                    | Jim Zub            | Roge Antonio        | Israel Silva   | Erik M Gist | Conan il Barbaro 9 (Panini Comics)  | Gennaio 2021   |
| 16  | Gennaio 2021   | Into the Crucible Part Four: Uncommon Myths                            | La prova del fuoco parte 4:                                                    | Jim Zub            | Roge Antonio        | Israel Silva   | Erik M Gist | Conan il Barbaro 9 (Panini Comics)  | Gennaio 2021   |
| 17  | Febbraio 2021  | Curse of the Nightstar Part One: A Feast for the Blade                 | La maledizione della Stella della notte parte 1: Un banchetto per la spada     | Jim Zub            | Robert Gill         | Israel Silva   | Erik M Gist | Conan il Barbaro 10 (Panini Comics) | Marzo 2021     |
| 18  | Marzo 2021     | Curse of the Nightstar Part Two: Sustenance and Survival               | La maledizione della Stella della notte parte 2: Sostentamento e sopravvivenza | Jim Zub            | Luca Pizzari        | Israel Silva   | Erik M Gist | Conan il Barbaro 10 (Panini Comics) | Marzo 2021     |
| 19  | Maggio 2021    | Land of the Lotus Part 1: The Scholar's Mercy                          | La Terra del Loto parte 1: La pietà della studiosa                             | Jim Zub            | Cory Smith          | Israel Silva   | Geoff Shaw  | Conan il Barbaro 11 (Panini Comics) | Maggio 2021    |
| 20  | Giugno 2021    | Land of the Lotus Part 2: The Bandit's Bravado                         | La Terra del Loto parte 2: La spavalderia del bandito                          | Jim Zub            | Cory Smith          | Israel Silva   | Geoff Shaw  | Conan il Barbaro 11 (Panini Comics) | Maggio 2021    |
| 21  | Luglio 2021    | Land of the Lotus Part 3: The Ancestors' Blessing                      | La Terra del Loto parte 3: La benedizione degli antenati                       | Jim Zub            | Cory Smith          | Israel Silva   | Geoff Shaw  | Conan il Barbaro 12 (Panini Comics) | Settembre 2021 |
| 22  | Agosto 2021    | Land of the Lotus Part 4: Bound by Tradition                           | La Terra del Loto parte 4: Vincolati alla tradizione                           | Jim Zub            | Cory Smith          | Israel Silva   | Geoff Shaw  | Conan il Barbaro 12 (Panini Comics) | Settembre 2021 |
| 23  | Settembre 2021 | Land of the Lotus Part 5: Escape from the East                         | La Terra del Loto parte 5: Fuga dall'Est                                       | Jim Zub            | Cory Smith          | Israel Silva   | Geoff Shaw  | Conan il Barbaro 13 (Panini Comics) | Ottobre 2021   |
| 24  | Ottobre 2021   | A Sacrifice At Sea                                                     | Un sacrificio in mare                                                          | Jim Zub            | Cory Smith          | Israel Silva   | Geoff Shaw  | Conan il Barbaro 13 (Panini Comics) | Ottobre 2021   |
| 25  | Novembre 2021  | Until Our Stories End                                                  | Sino alla fine delle nostre storie                                             | Jim Zub            | Cory Smith          | Israel Silva   | Geoff Shaw  | Conan il Barbaro 14 (Panini Comics) | Dicembre 2021  |
| 25  | Novembre 2021  | A Civilized Man                                                        | Un uomo civilizzato                                                            | Larry Hama         | Paul Davidson       | Neeraj Menon   | Geoff Shaw  | Conan il Barbaro 14 (Panini Comics) | Dicembre 2021  |
| 25  | Novembre 2021  | Night of Oblivion                                                      | La notte dell'oblio                                                            | Dan Slott          | Marcos Martin       | Muntsa Vicente | Geoff Shaw  | Conan il Barbaro 14 (Panini Comics) | Dicembre 2021  |
| 25  | Novembre 2021  | Black Orchid                                                           | Orchidea nera                                                                  | Christopher Priest | Roberto De La Torre | Java Tartaglia | Geoff Shaw  | Conan il Barbaro 14 (Panini Comics) | Dicembre 2021  |

## Riconoscimenti
La serie e i suoi autori hanno vinto alcuni Shazam Awards, i premi degli Academy of Comic Book Arts:
1970
- Best New Talent: Barry Smith

1971
- Best Continuing Feature: Conan the Barbarian[22]
- Best Writer (Dramatic): Roy Thomas[22]

1973
- Best Individual Story (Dramatic): Song of Red Sonja da Conan the Barbarian #24 di Roy Thomas e Barry Smith[23]

1974
- Best Continuing Feature: Conan the Barbarian[24]
- Best Penciller (Dramatic): John Buscema[24]
- Superior Achievement by an Individual: Roy Thomas[24]